# Martus
Martus is een monotypisch geslacht van spinnen uit de  familie van de Thomisidae (krabspinnen).

## Soort
- Martus albolineatus Mello-Leitão, 1943